# 광곡역
광곡역(Gwanggok station, 廣谷驛)은 대한민국 전라남도 보성군 노동면에 위치한 경전선의 철도역이다. 1959년 7월 15일에 영업을 시작하고 2011년 10월 5일에 여객 취급을 중지해 현재에 이르고 있다.

## 역명 유래
1914년 행정구역 통합 때 광타리와 탄곡리를 병합하여 붙인 이름이다.

## 연혁
- 1932년 11월 1일 : 무배치간이역으로 영업 개시[1]
- 1944년 6월 15일 : 폐지[2]
- 1959년 7월 15일 : 무배치간이역으로 영업 재개[3]
- 1967년 9월 1일 : 을종승차권 대매소로 지정[4]
- 1991년 1월 1일 : 을종대매소 폐지
- 2011년 10월 5일 : 여객 취급 중지